# فيرنون ديفيس
فيرنون ديفيس (بالإنجليزية: Vernon Davis)‏ هو لاعب كرة قدم أمريكية أمريكي، ولد في 31 يناير 1984 في واشنطن العاصمة في الولايات المتحدة.

## وصلات خارجية
- الموقع الرسمي
- فيرنون ديفيس على موقع إي إس بي إن.كوم (أن.أف.أل)3
- فيرنون ديفيس على موقع مرجع كرة القدم المحترفة.كوم (الإنجليزية)
- فيرنون ديفيس على موقع IMDb (الإنجليزية)
- فيرنون ديفيس على موقع قاعدة بيانات الفيلم (الإنجليزية)